# Born In Coal Dust
Born In Coal Dust — третій студійний альбом українського гурту Fontaliza, представлений 3 квітня 2017 року.

## Про альбом
Роботу над платівкою учасники гурту розпочали близько трьох років тому у місті Горлівка. Запис, зведення та мастеринг відбувався на студії Megamost у Слов'янську, обкладинкою та дизайном альбому займався Олександр Острогляд. Саундпродюсером альбому став учасник гурту The Top Boys Антон Саєнко.
|                  | З того часу, коли ми розпочали роботу над платівкою Born in Coal Dust, багато подій трапилось як з нами, так і у нашому оточенні. У ній ми вирішили заспівати про те, що мало місце у нашому житті за цей час, про все те, що діялося навколо. Ми втрьох вважаємо, що з цим альбомом нам вдалося зробити великий крок у напрямку до того ідеального саунду, що звучить у наших головах. |
| — учасники гурту | |

## Список композицій
| #     | Назва               | Тривалість |
| ----- | ------------------- | ---------- |
| 1.    | «Naked King (Race)» | 3:26       |
| 2.    | «Scapegoat»         | 4:10       |
| 3.    | «On My Own»         | 3:25       |
| 4.    | «M.Rebel»           | 3:34       |
| 5.    | «Bitter»            | 4:38       |
| 6.    | «Cold and Fever»    | 4:31       |
| 7.    | «Born In Coal Dust» | 4:04       |
| 8.    | «Birds of Bombay»   | 4:03       |
| 9.    | «Секретні Коди»     | 4:09       |
| 36:04 |                     |            |